# Glinka-Inseln
Die Glinka-Inseln sind eine  kleine Gruppe felsiger Inseln vor der Westküste der Alexander-I.-Insel westlich der Antarktischen Halbinsel. In der Lasarew-Bucht liegen sie unmittelbar östlich der Rothschild-Insel.
Teilnehmer der United States Antarctic Service Expedition (1939–1941) fertigten erste Luftaufnahmen an. Luftaufnahmen der Ronne Antarctic Research Expedition (1947–1948) dienten dem britischen Geographen Derek Searle vom Falkland Islands Dependencies Survey im Jahr 1960 für eine Kartierung. Das UK Antarctic Place-Names Committee benannte sie 1961 nach dem russischen Komponisten Michail Iwanowitsch Glinka (1804–1857).